# Midville (Georgia)
Midville è un comune degli Stati Uniti d'America, situato nello Stato della Georgia, nella contea di Burke.